# Патріс Талон
Патріс Талон (фр. Patrice Talon; нар. 1 травня 1958) — бізнесмен з Беніну, президент Беніну з 20 березня 2016 року.
Переобрався 2021 року із результатом у 86% голосів «за».

## Біографія
Відомий як «Бавовняний король» через його бавовняний бізнес. Був прихильником президента Томаса Боні Яї, фінансував його президентські кампанії 2006 і 2011 року Проте після завершення президентських виборів 2011 Талона звинуватили в змові з метою вбивства Боні Яї, він утік до Франції 2012 року, згодом був помилуваний 2014 року.
Талон переміг як незалежний кандидат на президентських виборах у березні 2016 року. У другому турі голосування він здобув 64,8 % голосів, тоді як його конкурент, чинний на той час прем'єр, Ліонель Зінсу — 35,2 % голосів.
Одружений, має двох дітей.
У вересні 2021 року Патріс Талон і Томас Боні Яї, політичні союзники, які стали ворогами, зустрілися в палаці Марина в Котону. Під час цієї зустрічі тету-а-тет Томас Боні Яї представив Патрісу Талону ряд пропозицій та прохань, зокрема, щодо звільнення «політичних затриманих».